# Presidentvalet i Egypten 2012
Presidentvalet i Egypten 2012 var ett demokratiskt val av Egyptens president vars första omgång ägde rum 23 och 24 maj 2012. Ingen kandidat fick minst 50 procent av rösterna, vilket gjorde att Muhammad Mursi och Ahmad Shafiq, de två med flest röster, gick vidare till en andra valomgång som hölls 16 och 17 juni 2012. Det var det andra presidentvalet i Egypten med mer än en kandidat (det första hölls 2005), och var det första som hölls efter den egyptiska revolutionen 2011 under den arabiska våren.
Valet vanns av Frihets- och rättvisepartiets kandidat, Muhammad Mursi, som tillträdde den 30 juni 2012.

## Kandidater
Huvudkandidaterna till valet var (urval)
- Amr Musa, den förre utrikesministern och generalsekreterare för Arabförbundet fram till 2011
- Ahmad Shafiq, flygvapengeneral under den förre presidenten Hosni Mubarak
- Hamdin Sabbahi, journalist och nasserist
- Abd al-Munim Abu al-Futuh, numera oberoende men var verksam inom Muslimska brödraskapet, men uteslöts då han tillkännagav sin kandidatur
- Muhammad Mursi, ledare för det islamistiska Frihets- och rättvisepartiet som har starka band till Muslimska brödraskapet
- Khalid Ali, jurist inriktad på arbetsrätt och korruptionsbekämpning
- Muhammad Salim al-Awa, moderat islamist

## Resultat
Resultatet av det egyptiska presidentvalets två omgångar, den 23-24 maj respektive den 16-17 juni 2012 Totalt röstade 23 672 236 personer, vilket motsvarar ett valdeltagande på 46,42%.
|  | Kandidat                  | Parti                           | Resultat i den första omgången | Resultat i andra omgången |
|  | ------------------------- | ------------------------------- | ------------------------------ | ------------------------- |
|  | Muhammad Mursi            | Frihets- och rättvisepartiet    | 24,78%                         | 51,73%                    |
|  | Ahmad Shafiq              | Oberoende                       | 23,66 %                        | 48,27%                    |
|  | Hamdin Sabbahi            | Värdepartiet                    | 20,72 %                        |                           |
|  | Abd al-Munim Abu al-Futuh | Oberoende                       | 17,47 %                        |                           |
|  | Amr Musa                  | Oberoende                       | 11,13 %                        |                           |
|  | Muhammad Salim al-Awa     | Oberoende                       | 1,01 %                         |                           |
|  | Khalid Ali                | Oberoende                       | 0,58 %                         |                           |
|  | Abu Al-Izz Al-Hariri      | Folkliga socialistalliansen     | 0,17 %                         |                           |
|  | Hisham Bastawisy          | Tagammu                         | 0,13 %                         |                           |
|  | Mahmoud Houssam           | Oberoende                       | 0,10 %                         |                           |
|  | Mohammad Fawzi Issa       | Demokratiska generationspartiet | 0,10 %                         |                           |
|  | Houssam Khairallah        | Demokratiska fredspartiet       | 0,09 %                         |                           |
|  | Abdulla Alashaal          | Äkthetspartiet                  | 0,05 %                         |                           |